# Bodily Harm
Bodily Harm és una novel·la de l'escriptora canadenca Margaret Atwood, publicada originalment el 1981. La novel·la és semblant en estructura, estil i contingut a l'obra posterior, "The Handmaid's Tale", del mateix autor.
La història explicada és una metàfora de la posició de la dona en la societat: la protagonista ha d'aconseguir dolorosament la llibertat superant les coaccions que li imposa la seva educació patriarcal i moralista, les relacions degradants i la realitat misògina, després d'haver viscut experiències profundament traumàtiques i humiliants.
La protagonista de la novel·la, Rennie, és una periodista de la moda. Després de sobreviure a un càncer de mama, se’n va de vacances a la fictícia illa del Carib anomenada Sant Antoni. Allà, però, està a punt d'esclatar una revolució. Rennie tracta d'allunyar-se del politiqueig, però és arrossegada per les circumstàncies, ja que Paul, amb qui té una aventura amorosa, és una peça clau en l'alçament.